# ウルグアイの国旗
ウルグアイの国旗は、1830年7月11日に制定された。それまでの国旗は1828年12月16日に制定された17本の縞を持つものであったが、1830年に9本縞のものに変更された。青と白の9本の縞は当時のウルグアイの九つの県を、カントンの五月の太陽はアルゼンチンの国旗と同じく、当時のラ・プラタ地域の硬貨の意匠から取られており(ホセ・アルティーガスの定めた東方州の旗の中に既に出てくるモチーフである)、古代インディオ、つまりインカ帝国の独立の象徴を意味すると言われている。

## その他の旗
ウルグアイでは国家行事の際に「アルティガスの旗」と「33人の東方人の旗」の2枚が国旗と共に掲揚され、国会にもこの3旗が掲げられている。アルティガスの旗は国籍マークのラウンデルのベースとなっている。

アルティガスの旗
33人の東方人の旗
ウルグアイ陸軍のラウンデル
ウルグアイ空軍のラウンデル
海上用大統領旗
軍艦用国籍旗

## 歴代の国旗

?1785年までの旗
?1785年の旗
?1785年-1812年の旗
?ブラジル帝国のシスプラチナ州の旗
?1825年-1828年の国旗
?1828年-1830年の国旗
?大戦争中のモンテビデオ大包囲（1843年-1851年）の際にマヌエル・オリベ率いる政権が用いた国旗
?左記と同時期、オリベに対抗したホアキン・スアレス政権が用いた国旗